# William Castle (Regisseur)
William Castle (* 24. April 1914 in New York City, New York; † 31. Mai 1977 in Los Angeles, Kalifornien) war ein US-amerikanischer Filmregisseur und -produzent sowie Schauspieler. Er wurde als Sohn jüdischer Eltern unter dem Namen William Schloss geboren.

## Leben
Um Problemen und Diskriminierungen aus dem Weg zu gehen, nannte sich William Schloss in William Castle um. Schon früh war Castle ins Show-Business involviert. Er begann mit 15 Jahren als Komparse bei Bühnenstücken. Langsam aber sicher arbeitete er sich hoch und wurde ein anerkannter Darsteller an New Yorker Bühnen. Mit 23 Jahren siedelte er nach Los Angeles über. Bei Columbia Pictures wurde er Dialog-Regisseur. Nach sechs Jahren Hollywood durfte er dann erstmals Regie führen. 1946 arbeitete Castle dann mit Orson Welles zusammen am Film Die Lady von Shanghai.
Zum Ende der 1940er Jahre inszenierte Castle dann B-Filme, in erster Linie schnell heruntergefilmte Abenteuer- und Kostümfilme, sowie Western. Einen dieser Western, Texas, Brooklyn and Heaven, aus dem Jahr 1948 drehte er mit dem bekannten Westerndarsteller und Helden des Zweiten Weltkriegs Audie Murphy. Nach Gründung seiner eigenen Produktions-Firma verlegte er sich aufs Gruselgenre. Die Filme wurden dabei von Werbegimmicks aufgepeppt, durch die er berühmt wurde. Zum Beispiel gab es eine Lebensversicherung über 1.000 US-Dollar, für den Fall, dass ein Zuschauer an Todesangst stürbe. Bei einem Geisterfilm wurde den Zuschauern eine spezielle Brille gegeben (Anaglyphenbrille), um besonders schreckenerregende Gestalten auszublenden. In The Tingler flüchtet ein wurmartiges Monster, worauf in den Kinos wurmartige Puppen von Statisten in den Zuschauerraum geworfen wurden. Auch ließ Castle in Kinosälen beleuchtete Skelette aufhängen. In seinen Filmen setzte er ebenfalls gezielt komödiantische Elemente ein, die allerdings weitgehend wirkungslos blieben. 1962 verfilmte William Castle den Roman „Zotz!“ von Walter Karig. Höhepunkt seiner Produzententätigkeit war dann im Jahr 1967 der Film Rosemaries Baby, den er mit dem Regisseur Roman Polański produzierte. Danach nahm er Abschied vom Kino und begnügte sich mit der Produktion von Horrorfilmen für das Fernsehen. 1974 wagte Castle ein Kino-Comeback mit dem Film Shanks. Seine letzte Filmarbeit war der Tier-Horror-Schocker Feuerkäfer im Jahr 1975.
Der seit 1948 mit Ellen Falck verheiratete Castle starb 1977 an einem Herzinfarkt. Seine Tochter Terry Castle war Mitproduzentin an zwei Remakes von Filmen ihres Vaters.

## Filmografie (Auswahl)
Regie
- 1943: The Chance of a Lifetime
- 1943: Klondike Kate
- 1944: Der Whistler (The Whistler)
- 1944: She’s a Soldier Too
- 1944: Heirate niemals einen Fremden (When Strangers Marry)
- 1944: Das Zeichen des Whistler (The Mark of the Whistler)
- 1945: Crime Doctor’s Warning
- 1945: Voice of the Whistler
- 1946: Just Before Dawn
- 1946: Der geheimnisvolle Gast (Mysterious Intruder)
- 1946: The Return of Rusty
- 1946: Crime Doctor’s Man Hunt
- 1947: The Crime Doctor’s Gamble
- 1948: Texas, Brooklyn and Heaven
- 1948: The Gentleman from Nowhere
- 1949: Kokain (Johnny Stool Pigeon)
- 1949: Tödlicher Sog (Undertow)
- 1950: It’s a Small World
- 1951: The Fat Man
- 1951: Mord in Hollywood (Hollywood Story)
- 1951: Die Höhle der Gesetzlosen (Cave of Outlaws)
- 1953: Fort Ti
- 1953: Die Schlange vom Nil (Serpent of the Nile)
- 1953: Auf Kriegspfad (Conquest of Cochise)
- 1953: Slaves of Babylon
- 1954: Das Zigeunermädchen von Sebastopol (Charge of the Lancers)
- 1954: The Battle of Rogue River
- 1954: Legt ihn nicht um (Jesse James vs. the Daltons)
- 1954: Königin von Tahiti (Drums of Tahiti)
- 1954: Der Kuß und das Schwert (The Iron Glove)
- 1954: Der Empörer (The Saracen Blade)
- 1954: Verdammt ohne Gnade (The Law vs. Billy the Kid)
- 1954: Gangster, Spieler und ein Sheriff (Masterson of Kansas)
- 1955: Americano (The Americano)
- 1955: New Orleans Uncensored
- 1955: The Gun That Won the West
- 1955: Die Intrige der Lily Scarlett (Duel on the Mississippi)
- 1956: Alarm an Ölturm 3 (The Houston Story)
- 1956: Uranium Boom
- 1957–1958: Men of Annapolis (Fernsehserie, 11 Episoden)
- 1958: Macabre
- 1959: Das Haus auf dem Geisterhügel (House on Haunted Hill)
- 1959: Schrei, wenn der Tingler kommt (The Tingler)
- 1960: Das unheimliche Erbe (13 Ghosts)
- 1961: Mörderisch (Homicidal)
- 1961: Der unheimliche Mr. Sardonicus (Mr. Sardonicus)
- 1962: Zotz!
- 1963: Kennwort Kätzchen (13 Frightened Girls)
- 1963: Das alte finstere Haus (The Old Dark House)
- 1964: Die Zwangsjacke (Strait Jacket)
- 1964: Er kam nur nachts (The Night Walker)
- 1965: Es geschah um 8 Uhr 30 (I Saw What You Did)
- 1966: Let’s Kill Uncle
- 1967: The Busy Body
- 1967: The Spirit Is Willing
- 1968: Project X
- 1974: Shanks – auch Darsteller

Produktion
- 1947: Die Lady von Shanghai (The Lady from Shanghai)
- 1958: Macabre
- 1959: Das Haus auf dem Geisterhügel (House on Haunted Hill)
- 1959: Schrei, wenn der Tingler kommt (The Tingler)
- 1961: Mörderisch (Homicidal) – Produktion
- 1961: Der unheimliche Mr. Sardonicus (Mr. Sardonicus)
- 1963: Das alte finstere Haus (The Old Dark House)
- 1964: Die Zwangsjacke (Strait Jacket)
- 1964: Er kam nur nachts (The Night Walker)
- 1965: Es geschah um 8 Uhr 30 (I Saw What You Did)
- 1968: Rosemaries Baby (Rosemary’s Baby)
- 1969: Ausbruch der Verdammten (Riot)
- 1975: Feuerkäfer (Bug) – auch Drehbuch

## Einzelbelege
1. ↑  „Zotz!“ in der Internet Movie Database

| Personendaten    | Personendaten                                                     |
| ---------------- | ----------------------------------------------------------------- |
| NAME             | Castle, William                                                   |
| ALTERNATIVNAMEN  | Schloss, William (Geburtsname)                                    |
| KURZBESCHREIBUNG | US-amerikanischer Filmregisseur und -produzent sowie Schauspieler |
| GEBURTSDATUM     | 24. April 1914                                                    |
| GEBURTSORT       | New York City, New York                                           |
| STERBEDATUM      | 31. Mai 1977                                                      |
| STERBEORT        | Los Angeles, Kalifornien                                          |